# Niklas Heyser
Niklas Heyser (* 9. September 1989) ist ein deutscher Sommerbiathlet in der Stilrichtung Crosslauf.
Niklas Heyser hatte seinen ersten großen internationalen Einsatz bei der Junioren-Sommerbiathlon-Weltmeisterschaft in Ufa und wurde dort 18. im Sprint und 20. der Verfolgung. Mit der Junioren Mixed-Staffel belegte er den sechsten Platz. 2007 gewann er die Gesamtwertung des IBU Europa-Cups der Junioren. Bei den Sommerbiathlon-Weltmeisterschaften 2008 in der französischen Haute-Maurienne gewann er hinter Anuzar Yunusov und Rinat Gilazov die Bronzemedaille im Sprint der Junioren. Im Verfolgungswettkampf belegte er den 5. Rang. Bei den Sommerbiathlon-Europameisterschaften 2009 in Nové Město na Moravě konnte er im Sprint und Massenstart einen fünften Platz bei den Junioren belegen. Bei den Sommerbiathlon-Europameisterschaften 2010 in Osrblie wurde Heyser bei den Junioren Fünfter des Sprintrennens und der Verfolgung, im Sprintrennen wurde er mit Thordis Arnold, Lena Schäfer, Hendrik Redeker Sechster.
Bei den Sommerbiathlon-Europameisterschaften 2011 in Martell nahm Heyser erstmals an einer internationalen Männermeisterschaft teil. Im Sprint wurde er 16., im Verfolgungsrennen 13.
Bei Deutschen Meisterschaften holte Heyser von 2006 bis 2010 insgesamt sieben Goldmedaillen und acht Silbermedaillen. Er startet für den WSV Oberhof 05 und wird von Peter Knauth trainiert. Der Schüler lebt in Nieste.